# Astrabe
Az Astrabe a csontos halak (Osteichthyes) főosztályának a sugarasúszójú halak (Actinopterygii) osztályába, ezen belül a sügéralakúak (Perciformes) rendjébe, a gébfélék (Gobiidae) családjába és a Gobionellinae alcsaládjába tartozó nem.

## Rendszerezés
A nembe az alábbi 3 faj tartozik:
- Astrabe fasciata Akihito & Meguro, 1988
- Astrabe flavimaculata Akihito & Meguro, 1988
- Astrabe lactisella Jordan & Snyder, 1901